# Maxixe
|  | Aquest article tracta sobre sobre el ball del Brasil. Si cerqueu ciutat de Moçambic, vegeu «Maxixe (Moçambic)». |

El maxixe és un ball de parella d'esperit irreverent procedent de Brasil.
És una barreja de xotis, polca i masurca, que ressorgeix més tard en forma de lambada. Hi ha qui el considera el tango brasiler per la complexitat de les seves figures. Derivaria de la ciuytat moçambiquesa de Maxixe i generalment s'instrumenta amb ritme violent.
Va sorgir en la dècada de 1870 a Rio de Janeiro, sent la compositora Chiquita Gonzaga(1835-1935). És un dels primers balls brasilers a arribar a Europa (any 1922).